# Jean-Marie Dumazer
Jean-Marie Dumazer (* 17. Februar 1929 in Nizza; † 21. Februar 2019 in Villeneuve-Saint-Georges) war ein französischer Automobilrennfahrer und Motorsportfunktionär.

## Karriere als Rennfahrer
Jean-Marie Dumazer war in den 1950er-Jahren als Fahrer beim Rennstall des kleinen französischen Automobilherstellers Vernet et Pairard, der 1950 von Just-Émile Vernet und Jean Pairard gegründet wurde, engagiert. Nach einem zwölften Endrang bei der Tour de France für Automobile 1953 auf einem Renault 4CV fuhr er ausschließlich Fahrzeuge von Vernet et Pairard.
Seine beste Rennsaison hatte er 1956, als er beim 24-Stunden-Rennen von Le Mans Vierzehnter und beim 1000-km-Rennen von Paris Sechzehnter wurde.

## Motorsportfunktionär
Nach dem Ende seiner aktiven Karriere war Dumazer viele Jahre in verschiedenen Funktion im Motorsport und der Automobilbranche tätig. So war er in den 1970er- und 1980er-Jahren Unternehmenssprecher bei Elf Aquitaine.
Er starb im Februar 2019.

## Statistik

### Le-Mans-Ergebnisse
| Jahr | Team              | Fahrzeug | Teamkollege     | Platzierung | Ausfallgrund    |
| ---- | ----------------- | -------- | --------------- | ----------- | --------------- |
| 1956 | Just-Émile Vernet | VP 166R  | Lucien Campion  | Rang 14     |                 |
| 1957 | Automobilies VP   | VP 166R  | Bernard Consten | Ausfall     | Unfall          |
| 1958 | Just-Émile Vernet | VP       | Robert Dutoit   | Ausfall     | Getriebeschaden |

### Einzelergebnisse in der Sportwagen-Weltmeisterschaft
| Saison | Team              | Rennwagen | 1   | 2   | 3   | 4   | 5   | 6   | 7   |
| ------ | ----------------- | --------- | --- | --- | --- | --- | --- | --- | --- |
| 1957   | Vernet et Pairard | VP 166R   | BUA | SEB | MIM | NÜR | LEM | KRI | CAR |
| 1957   | Vernet et Pairard | VP 166R   |     | DNF |     |     |     |     |     |
| 1958   | Just-Émile Vernet | VP        | BUA | SEB | TAR | NÜR | LEM | RTT |     |
| 1958   | Just-Émile Vernet | VP        |     | DNF |     |     |     |     |     |